# Festival (film, 1967)
Pour les articles homonymes, voir Festival et Festival (homonymie).
Pour plus de détails, voir Fiche technique et Distribution.
Festival (stylisé Festival!) est un film documentaire américain de 1967 sur les festivals folk de Newport (au Rhode Island, États-Unis) du milieu des années 1960 et le mouvement de contre-culture en plein essor de l'époque, écrit, produit et réalisé par Murray Lerner.

## Production
Le film a été tourné au cours de quatre festivals à Newport (1963-1966) et comprend des images du set électrique controversé (en) de Bob Dylan en 1965.

## Réception
Roger Ebert a donné au film 3 1⁄2  étoiles sur quatre. Il a fait l'éloge des monteurs, expliquant : « Ils exposent leurs idées avec calme, humour et pudeur. Le résultat est merveilleusement divertissant ». Il a également félicité Lerner pour avoir « pleinement exploité la force du film documentaire, sa capacité à saisir des moments spontanés qui révèlent la personnalité ».

## Distinctions
Festival a été nommé pour un Oscar du meilleur long métrage documentaire en 1968.

## Musiciens
Le film présente les apparitions des artistes suivants,, : 
- Joan Baez
- Horton Barker (en)
- Fiddler Beers (en)
- Theodore Bikel
- Mike Bloomfield
- Blue Ridge Mountain Dancers
- Paul Butterfield Blues Band
- Johnny Cash
- Judy Collins
- Cousin Emmy (en)
- Donovan
- Bob Dylan
- Mimi et Richard Fariña
- The Freedom Singers (en)
- Georgia Sea Island Singers (en)
- Ronnie Gilbert
- Mrs. Ollie Gilbert (en)
- Fannie Lou Hamer
- Son House
- Howlin' Wolf
- Mississippi John Hurt
- Spider John Koerner
- Jim Kweskin Jug Band
- Tex Logan et The Lilly Brothers
- Mel Lyman
- Spokes Mashiyane
- Mississippi Fred McDowell
- Clayton McMichen
- Moving Star Hall Singers
- Odetta
- Osborne Brothers
- Joe Patterson
- Peter, Paul & Mary
- Almeda Riddle
- Eck Robertson
- Sacred Harp Singers
- Buffy Sainte-Marie
- Mike Seeger
- Pete Seeger
- Hobart Smith
- The Staple Singers
- Swan Silvertones
- Mrs. General Watson
- Sonny Terry et Brownie McGhee
- Reverend Wilkins
- Young Fife and Drum Corps